# Expedição austro-húngara ao Polo Norte

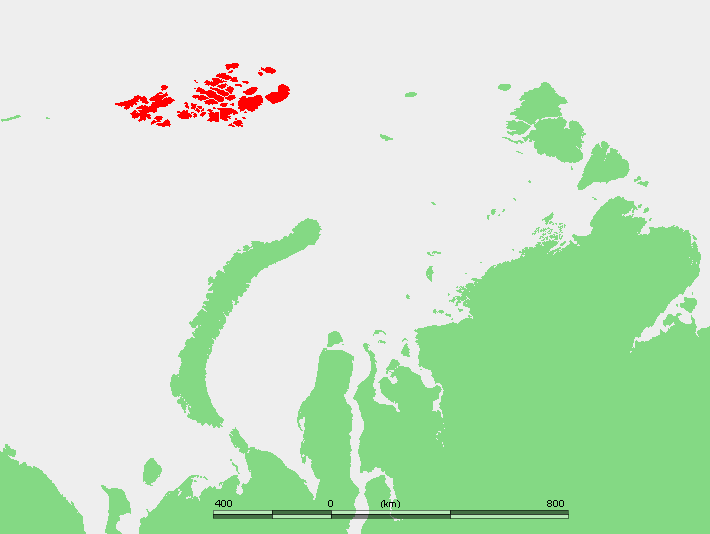
Localização da Terra de Francisco José.

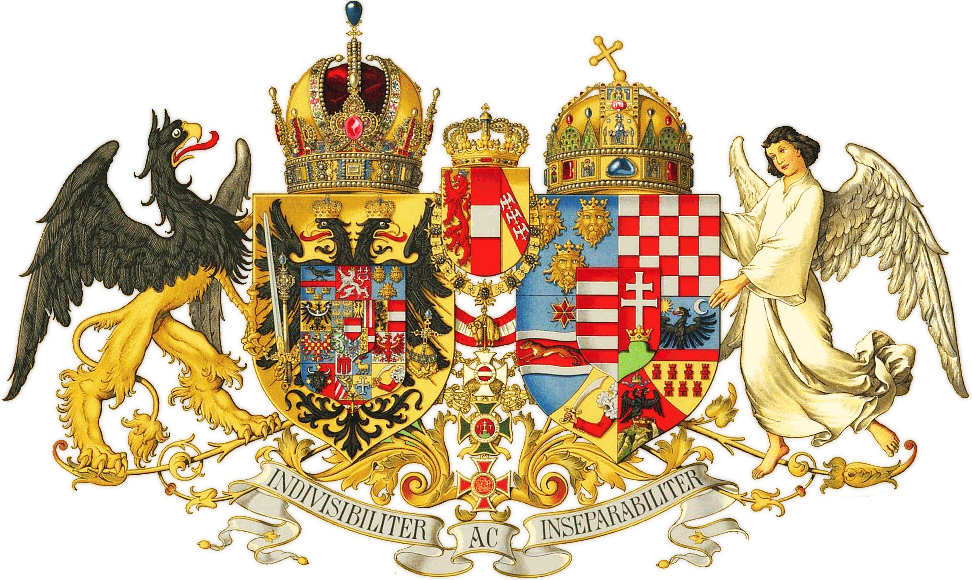
Escudo de armas do Império Austro-Húngaro. A expedição foi financiada principalmente por contributos das famílias nobres da Áustria-Hungria.

A Expedição austro-húngara ao Polo Norte foi uma expedição científica ao oceano Ártico que teve lugar de 1872 a 1874, e que descobriu um dos arquipélagos mais setentrionais do mundo, a Terra de Francisco José.

## Objetivos
De acordo com Julius von Payer (1841-1915), um dos líderes da expedição, a viagem tinha como intuito encontrar a Passagem do Nordeste, e por isso realmente exploravam a zona noroeste de Nova Zembla. De acordo com o outro líder, Karl Weyprecht (1838-81), o Polo Norte era um objetivo secundário. O financiamento teve um montante total de 175 000 florins, sufragados pelos nobres do Império, sendo os dois principais contribuintes Johann Nepomuk, conde Wilczek (1837-1922) e Ödon, conde Zichy (1811-1894).
O navio principal era o Tegetthoff, assim chamado em homenagem ao almirante austríaco Wilhelm von Tegetthoff, às ordens do qual servia Weyprecht. O navio foi construído por Teklenborg & Beurmann em Bremerhaven. Era uma escuna de 220 toneladas e três mastros, de 38,34 m de comprimento e com um motor de vapor de 100 CV (75 kW). A tripulação provinha de todas as partes do Império Austro-Húngaro, especialmente da Ístria e da Dalmácia.

## Preparação e antecedentes
Em 1896, Adrien de Gerlache de Gomery comprou o navio baleeiro Patria, de construção norueguesa, que, após uma extensa reforma, foi rebatizado como Belgica.
A caminho da Antártica, a expedição visitou Madeira, Rio de Janeiro e Montevideo. O Belgica foi recebido com especial entusiasmo no Rio de Janeiro, onde vivia uma grande comunidade belga. Frederick Cook, um americano, juntou-se à expedição lá. Os brasileiros também se interessaram muito pelo empreendimento científico belga. Algumas semanas depois, em Montevidéu, Amundsen escreveu em seu diário que nunca tinha visto tantas mulheres bonitas “no mesmo lugar e ao mesmo tempo”.
Em janeiro de 1898, o navio alcançou a costa de Graham Land. Em 22 de janeiro, Carl Wiencke caiu no mar durante uma tempestade e se afogou. A Ilha Wiencke  foi nomeada em sua homenagem. Navegando entre a costa de Graham Land e uma longa cadeia de ilhas a oeste, Gerlache nomeou a passagem de "Estreito da Bélgica". Mais tarde, a passagem foi renomeada como Estreito de Gerlache em sua homenagem. Depois de mapear e nomear várias ilhas em cerca de vinte desembarques, a expedição cruzou o Círculo Antártico  em 15 de fevereiro.
Não conseguindo encontrar um caminho para o Mar de Weddell, em 28 de fevereiro, a expedição  ficou presa no gelo do Mar de Bellingshausen, perto da Ilha Pedro I.. É provável que Gerlache tenha navegado intencionalmente no gelo à deriva para congelar o navio durante o inverno.

## Plano
O plano era viajar da Noruega para a costa norte de Novaya Zemlya e, de lá, através das Ilhas da Nova Sibéria, partir para a América, em um período de dois anos e meio. Esperava-se também descobrir terrenos que pudessem servir de base para chegar ao Polo Norte por mar.

## A viagem

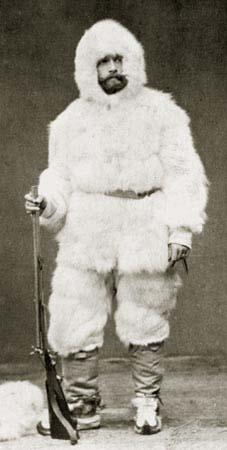
Julius Payer, um dos líderes da expedição.

O Tegetthoff, com a sua tripulação de 24 homens, deixou Tromsø, na costa da Noruega, em julho de 1872. Em finais de agosto ficaram presos na banquisa a norte de Nova Zembla, ficando à deriva nas até então desconhecidas regiões polares. Nessa deriva, a expedição descobriu um arquipélago a que chamou Terra de Francisco José em homenagem ao imperador austro-húngaro Francisco José I, em 30 de Agosto de 1973.
Em maio de 1874 o capitão Weyprecht decidiu abandonar o barco preso no gelo e iniciar o regresso em trenós e botes. Em 14 de agosto de 1874, a expedição chegou a mar aberto e em 3 de setembro, finalmente, os seus integrantes conseguiram voltar à Rússia continental.

## Inverno
A expedição estava mal equipada e não tinha roupas de inverno suficientes para todos os tripulantes. Também faltava comida. Antes do início do inverno, houve caça de pinguins e focas para armazenamento de sua carne. Agasalhos foram improvisados a partir de materiais disponíveis a bordo. Em 21 de março de 1898, Frederick Cook escreveu: "Estamos aprisionados em um mar de gelo sem fim... Contamos todas as histórias, reais e imaginativas, às quais somos iguais. O tempo pesa sobre nós à medida que a escuridão avança lentamente." 
Gerlache não gostou da carne de pinguim e foca que havia sido armazenada e tentou proibir o seu consumo, mas eventualmente acabou o incentivando. Sinais de escorbuto começaram a aparecer em alguns homens e dois tripulantes apresentaram sinais de doença mental. Gerlache e o capitão Georges Lecointe ficaram tão doentes que escreveram os seus testamentos. O tenente Danco adoeceu devido a um problema cardíaco e morreu em 5 de junho, sendo a Ilha Danco nomeada em sua homenagem. Cook e Amundsen assumiram o comando da expedição, já que Gerlache e Lecointe não conseguiam mais cumprir as suas funções por conta do escorbuto. A deficiência de vitamina C como verdadeira causa do escorbuto não havia sido descoberta até a década de 1920, mas Cook estava convencido de que a carne crua era uma possível cura para a doença devido às suas experiências com Robert Peary  no Ártico. Então insistiu que todos a bordo comessem um pouco da carne de pinguim e de foca todos os dias. Até mesmo Gerlache começou a comer a carne. Aos poucos, os tripulantes recuperaram a saúde. Atualmente, sabe-se que a carne crua contém uma pequena quantidade de vitamina C.

## Significado
As descobertas e experiências da expedição significaram uma importante contribuição para a ciência polar, especialmente a descoberta da Passagem do Nordeste por Adolf Erik Nordenskiöld. Também deu um impulso ao Ano Polar Internacional, o que significou uma mudança do modelo de expedições individuais, quase encaradas como corridas desportivas, para dar lugar à cooperação científica em todo o mundo para explorar as regiões polares.
A expedição conseguiu resultados notáveis nos campos da meteorologia, astronomia, geodesia, magnetismo, zoologia, e observações da aurora boreal, que foram publicados pela Academia Austríaca de Ciências em 1878. Além disso, foi publicado um livro (A expedição austro-húngara ao Polo Norte 1872-74) e pinturas realizadas por Payer, provavelmente as únicas pinturas de uma expedição polar criadas pelo próprio explorador.

## Recepção
No regresso à Antuérpia, a expedição foi calorosamente recebida. Há meses um comitê especial vinha planejando festividades de recepção. Comum às expedições polares desta época, havia sentimentos de orgulho nacional e regional que cercavam as celebrações de regresso. O Estado belga homenageou Gerlache e os tripulantes da expedição, tornando-os membros da Ordem Real de Leopoldo. O governo municipal de Antuérpia homenageou os homens com medalhas, registrando os seus nomes no Livro de Ouro da cidade.
Tripulantes que deixaram a expedição:
- Johansen – Norueguês– contramestre; renunciou em 22 de agosto de 1897
- Julliksen – Norueguês – carpinteiro; renunciou em 22 de agosto de 1897
- Josef Duvivier – Belga – mecânico; demitido em 26 de outubro de 1897 no Rio de Janeiro, recontratado em Montevidéu, demitido novamente em Punta Arenas
- Lemonier – Francês – cozinheiro; demitido em 13 de novembro de 1897, por insubordinação
- Jan Van Damme – Belga – marinheiro; demitido em 11 de dezembro de 1897, por insubordinação
- Maurice Warzee – Belga – marinheiro; demitido em 11 de dezembro de 1897, por insubordinação
- Frans Dom – Belga – marinheiro; demitido em 11 de dezembro de 1897, por insubordinação